# Eclissi solare del 22 dicembre 1889
L'eclissi solare del 22 dicembre 1889, di tipo totale, è un evento astronomico che ebbe luogo il suddetto giorno con centralità attorno alle ore 12:54 UTC. L'evento fu visibile da Cuba fino alla costa sud del Brasile e, attraversando l'Atlantico, ha percorso l'Africa meridionale sino al Golfo Persico.
L'eclissi ha avuto un'ampiezza massima di 125 chilometri e una durata di 4 minuti e 18 secondi. L'eclissi del 22 dicembre 1889 è stata la terza eclissi solare del 1889 e la 217ª del XIX secolo. La precedente eclissi solare si era verificata il 28 giugno 1889, la seguente il 17 giugno 1890.

## Osservazioni documentate
L'eclissi, come quella del 9 agosto 1896, è stata ripresa dalla giovane scrittrice e successivamente editrice Mabel Loomis Todd.
L'evento fu al centro di una spedizione scientifica statunitense, guidata da David P. Todd dell'Amherst College e comprendente un gruppo di almeno sei persone. Tra i membri c'era l'astronomo Eben Jenks Loomis dell'American Ephemeris and Nautical Almanac, una pubblicazione periodica attiva dal 1850 al 1980, contenente informazioni indispensabili per astronomi, geometri e navigatori. La spedizione salpò il 16 ottobre a bordo della USS Pensacola allestendo in seguito il campo base osservativo a dicembre, a circa 70 miglia a sud di Luanda, a Capo Ledo. La totalità fu completamente oscurata dalla copertura nuvolosa. La nave tornò a New York dopo 242 giorni, e la spedizione eseguì una serie di altri studi scientifici lungo il percorso.

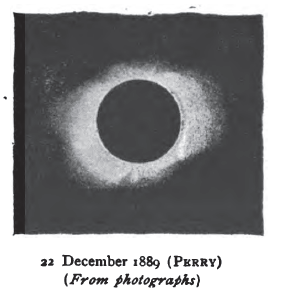
Fotografia di Mabel Loomis Todd

## Eclissi correlate

### Ciclo di Saros 130
Questa eclissi fa parte del ciclo di Saros 130, che si ripete ogni 18 anni e 11 giorni, contenente 73 eventi. La serie è iniziata con un'eclissi solare parziale il 20 agosto 1096. Contiene eclissi totali dal 5 aprile 1475 al 18 luglio 2232. Non ci sono eclissi anulari nella serie. La serie termina al membro 73 come un'eclissi parziale il 25 ottobre 2394. La durata più lunga della totalità è stata di 6 minuti e 41 secondi l'11 luglio 1619. Tutte le eclissi di questa serie si verificano nel nodo discendente della Luna.